# Kriege der Drei Königreiche
Bischofskriege – Schottischer Bürgerkrieg – Irische Konföderationskriege – Rückeroberung Irlands – Englischer Bürgerkrieg

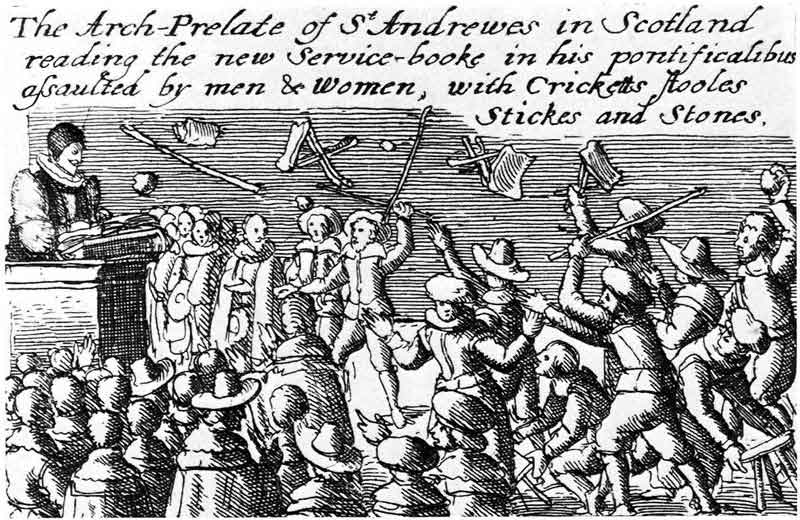
Der Funke – Tumult in der St Giles’ Cathedral Edinburghs, angeblich von Jenny Geddes angezettelt.

Die Kriege der Drei Königreiche (englisch Wars of the Three Kingdoms) bildeten eine Serie aus verflochtenen Konflikten in England, Irland und Schottland zwischen 1639 und 1651, nachdem diese drei Länder unter die Herrschaft desselben Monarchen gekommen waren. Der Englische Bürgerkrieg ist der bekannteste dieser Konflikte und schloss die Exekution des Monarchen der drei Königreiche, Karl I., durch das englische Parlament im Jahre 1649 ein.
Diese Serie von Kriegen umfasst die Bischofskriege 1639 und 1640, den schottischen Bürgerkrieg von 1644 bis 1645, die irische Rebellion von 1641 und die Rückeroberung Irlands durch Cromwell im Jahre 1649, und eben den ersten und zweiten englischen Bürgerkrieg, 1642–46 bzw. 1648–49; weiter auch den gelegentlich so genannten dritten englischen Bürgerkrieg 1650–51.
Obwohl die Bezeichnung nicht neu ist und bereits von James Heath in seinem Buch A Brief Chronicle of all the Chief Actions so fatally Falling out in the three Kingdoms gebraucht wurde, das 1662 veröffentlicht wurde, steht der Terminus stellvertretend für die Entwicklung, in den Geschichtswissenschaften Begriffe zu vereinen, um sie nicht als bloßen Hintergrund einiger Konflikte hinzustellen, in diesem Fall der Englische Bürgerkrieg. Einige, wie Carlton, Gaunt und Royal, nennen sie British Civil Wars („Britische Bürgerkriege“), aber dieser Terminus birgt Missverständnisse, weil – obwohl die drei Königreiche unter einer Personalunion standen – die drei Königreiche erst mit dem Act of Union 1800 vereinigt wurden.
Die Bezeichnung „Kriege der Drei Königreiche“ wird oftmals ausgeweitet auf die Aufstände und Konflikte, die sich durch die 1650er Jahre bis zur Stuart-Restauration unter der Regentschaft Karl II. zogen, 1660 (von da an befanden sich die drei Königreiche abermals unter einer relativ friedlichen Personalunion unter dem Stuartkönig) und manchmal bis zum Venner-Aufstand im nachfolgenden Jahr.

## Hintergrund
Die Personalunion der drei Königreiche unter einem Monarchen entstand als eine relativ neue Entwicklung als Begriff des 17. Jahrhunderts. Seit 1541 hatten englische Monarchen auch ihre irischen Gebiete als Königreich, das sie zusammen mit einem eigenen irischen Parlament regierten, während Wales unter Heinrich VIII. stärker ins Königreich England integriert wurden. Schottland, dass dritte eigene Königreich, wurde von dem Haus Stuart regiert und die drei Königreiche wurden unter demselben Monarchen vereinigt, als König Jakob VI. Elisabeth I. 1603 auf den englischen Thron folgte. Das Regieren dieser drei höchst unterschiedlichen Königreiche stellte sich für Jakob und seinen Nachfolger Karl I. als schwierig heraus, besonders als sie versuchten, den drei Königreichen religiöse Einheit aufzuerlegen und Karl sie ohne Einbeziehung des Parlaments in absolutistischer Art regieren wollte.
Verschiedene religiöse Bedingungen prägten die jeweiligen Länder. Mit der protestantischen Reformation machte König Heinrich VIII. sich selbst zum Oberhaupt der Church of England und ächtete den Katholizismus in England und Wales. Im Verlauf des 16. Jahrhunderts wurde der Anglikanismus eng mit der nationalen Identität in England verbunden: Das englische Volk sah den Katholizismus, besonders in Verkörperung Spanien und Frankreichs, generell als nationalen Feind an. Jedoch blieb der Katholizismus die Religion der meisten Iren und stellte für einige von ihnen ein Symbol des nationalen Widerstandes gegen die Tudorbesetzung Irlands im 16. Jahrhundert dar. Im Königreich Schottland erwuchs die in reformierter Prägung vonstatten gehende Reformation aus einer von John Knox geführten Volksbewegung.

### Religiöse Konfrontation in Schottland
Newburn – Marston Moor – Tippermuir – Aberdeen (1644) – Inverlochy (1645) – Lagganmore – Auldearn – Carlisle (1645) – Alford – Kilsyth – Philiphaugh – Aberdeen (1646) – Rhunahaorine Moss – Dunaverty – Mauchline Muir – Preston (1648) – Whiggamore Raid – Stirling (1648) – Inverness (1649) – Inverness (1650) – Carbisdale – Dunbar (1650) – Inverkeithing – Worcester – Tullich
Jakob VI. blieb evangelisch, wobei er darauf achtete, seine Hoffnungen auf den englischen Thron zu wahren. 1603 wurde er rechtmäßig Jakob I. von England und zog nach London. Seine diplomatischen und politischen Fähigkeiten konzentrierten sich nun vollständig auf den Umgang mit dem englischen Hof und Parlament. Zur gleichen Zeit regierte er Schottland, indem er an das Privy Council of Scotland schrieb und das Parliament of Scotland durch die Lords of the Articles. Er stoppte die schottische Generalversammlung durch ein Treffen, darauf verstärkte er die Anzahl schottischer Bischöfe. 1618 hielt er eine Generalversammlung ab und drückte die Five Articles episkopaler Praktiken durch, die weitestgehend boykottiert wurden. 1625 folgte ihm Karl I., sein minderbefähigter und zurückhaltender Sohn, der 1633 in der St Giles’ Cathedral zu Edinburgh mit vollem anglikanischem Ritus gekrönt wurde, auf den Thron. Karl versuchte den anglikanischen Ritus zu erzwingen. Die Opposition dagegen erreichte einen Aufschwung, als Karl das Book of Common Prayer zwangsweise einzuführen versuchte. Karls Konfrontation mit den Schotten erreichte 1639 einen Höhepunkt, als Karl beim Versuch scheiterte, Schottland mit militärischen Mitteln zu bezwingen.

### England
Karl teilte die Überzeugung, dass die Könige ihre Herrschaft einzig der Gnade Gottes verdankten und daher auch nur ihm allein Rechenschaft schuldeten. Damit brachte er das Stuartkönigtum von Beginn an in einen Gegensatz zum englischen Regierungssystem, das damals bereits seit etwa 300 Jahren eine begrenzte Mitwirkung des Parlaments an den Staatsgeschäften kannte. Dies führte zu einem ernsten Bruch zwischen der Krone und dem englischen Parlament. Während die Church of England dominant blieb, wurde eine machtvolle puritanische Minderheit von einem Drittel der Parlamentsmitglieder vertreten, die viel mit den presbyterianischen Schotten gemein hatten.
Die Konflikte des englischen Parlaments mit dem König über Besteuerung, Militärausgaben und die Rolle des Parlaments in der Regierung wiederholten sich.

### Irland
Mittlerweile begannen auch im Königreich Irland, das als solches 1541 proklamiert, aber erst 1603 vollständig von der Krone erobert worden war, die Spannungen zu eskalieren. Karls I. dortiger Lord Deputy, Thomas Wentworth, hatte die einheimischen irischen Katholiken durch wiederholte Initiativen verärgert, ihr Land zu konfiszieren und es den englischen Kolonisten zuzuschlagen.

## Kriegsausbruch

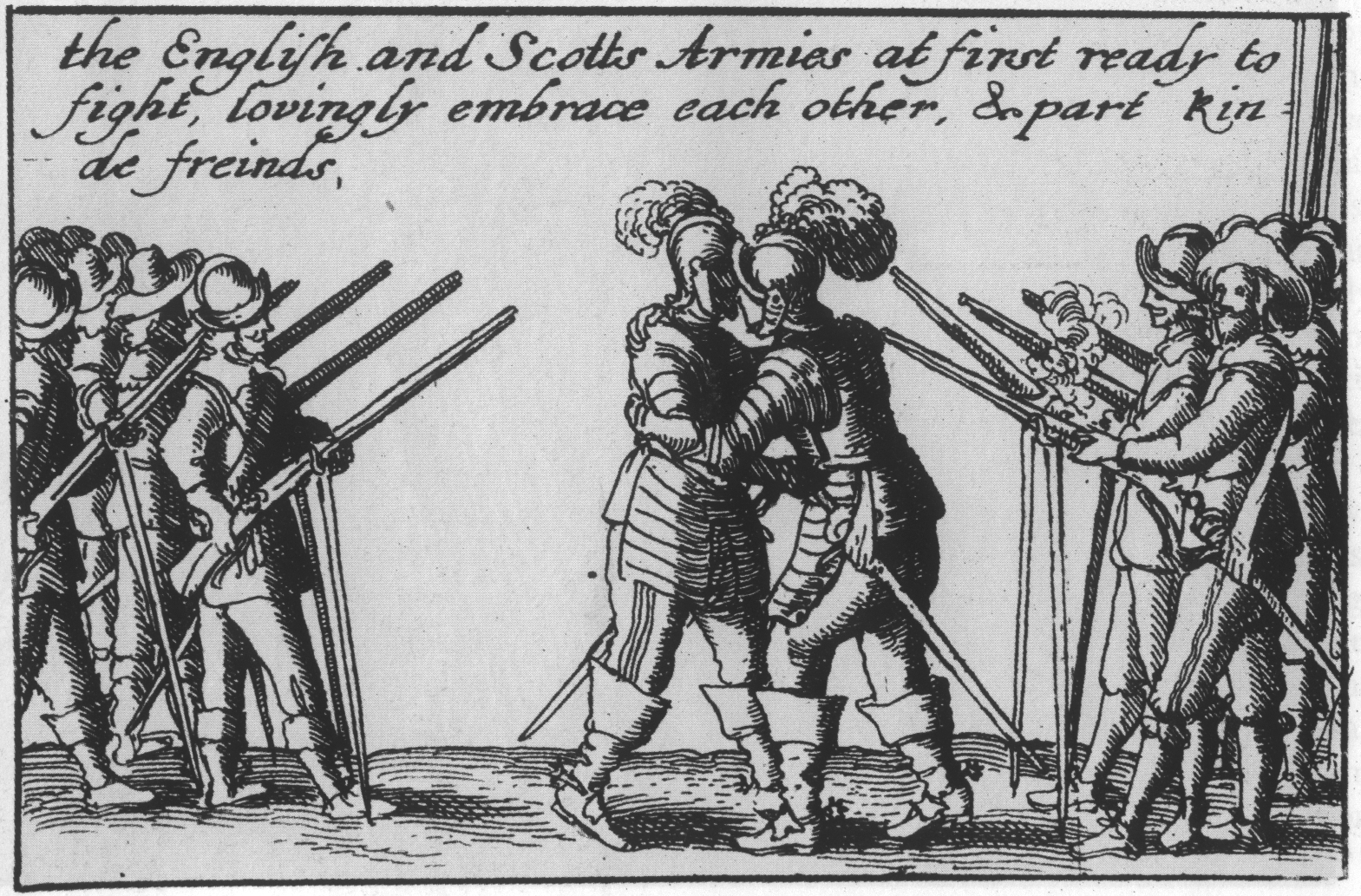
Gekürzte Übersetzung der Bildbeschreibung: Die englischen und schottischen Armeen umarmen einander liebevoll.

Moderne Historiker betonen die Unvermeidlichkeit des Bürgerkriegs mit Hinweis darauf, dass alle Seiten in einer Situation des gegenseitigen Misstrauens und Paranoia auf Gewalt zurückgriffen. Karls anfängliches Scheitern, den Bischofskrieg zu einem schnellen Ende zu bringen, zeigte auch anderen unzufriedenen Gruppen, dass Gewalt ihren Zwecken förderlich sein könnte.

## Nachwirkungen
Während die Kriege der drei Königreiche die Voraussetzungen für die vielen Veränderungen setzten, die die modernen Britischen Inseln später prägen sollten, bewirkten sie auf kurze Sicht wenig. Der Commonwealth of England erreichte einen relativ unstabilen Zustand zwischen einer Monarchie und einer Republik.

## Zeitleiste

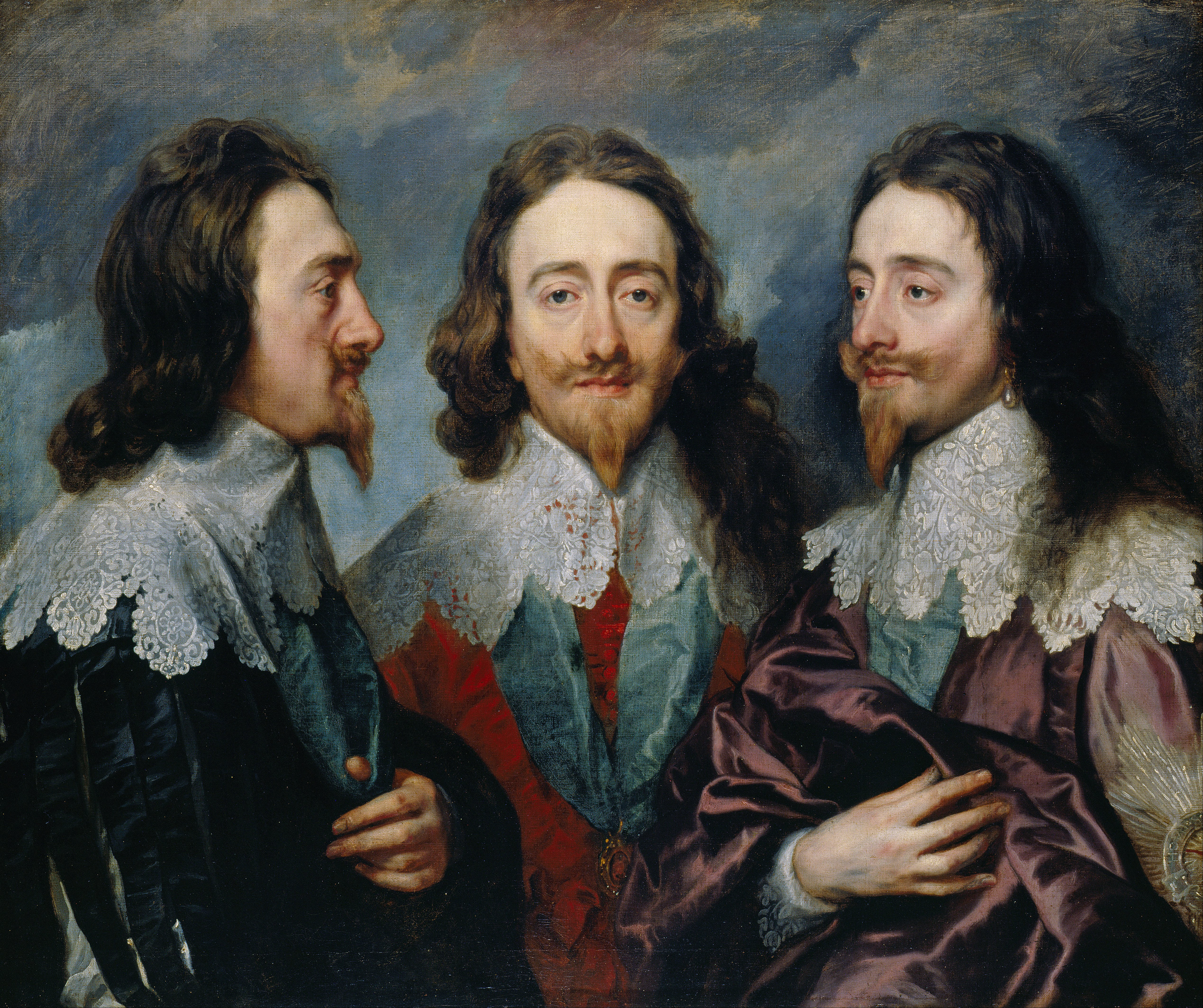
Anthonis van Dyck: Dreifachporträt von Karl I.

- 1637: Karl I. versucht den anglikanischen Ritus auch der presbyterianischen Church of Scotland aufzuerlegen, unter Jenny Geddes beginnen Unruhen.
- 1638: Unterzeichnung des National Covenant in Schottland.
- 1639: Konflikt zwischen den Covenanters und Royalisten in Schottland, beginnend mit der Einnahme von Aberdeen im Februar durch die Covenanters.
- 1639: Der Bischofskrieg: Karl bringt seine Truppen nach Schottland, aber entschließt sich zu verhandeln, statt zu kämpfen. Unterzeichnung des Vertrags von Berwick am 18. Juni 1639.
- 1640: Karl beruft das englische Parlament wieder ein, um neues Geld für seinen Krieg zu gewinnen. Das Parlament stimmt zu, Karl finanziell zu unterstützen. Karl verweigert sich jedoch den Bedingungen des Parlaments. Er löst es nach nur drei Wochen Existenz auf, weswegen es in die Britische Geschichte als „Short Parliament“ („Kurzes Parlament“) eingegangen ist.
- 1640: Der Zweite Bischofskrieg oder „Zweiter Krieg des Bündnisses“ bricht im August des Jahres aus. Als Antwort auf Karls Versuch, eine Armee gegen sie aufzustellen, kreuzt eine Armee von Covenanters den Tweed und überrennt englische Truppe in der Schlacht bei Newburn (28. August 1640), anschließend marschieren sie gen Newcastle.
- 1640: Der Vertrag von Ripon (26. Oktober 1640) lässt Newcastle in den Händen der Schotten, die ebenfalls eine große Tributzahlung von Karl erhalten.
- 23. Oktober 1641: Die Irische Rebellion bricht in Ulster aus, begleitet von einem Massaker an Protestanten, begangen von den Katholiken. Die Rebellen gewinnen eine Schlacht gegen die Krone in der Julianstown Bridge kurz vor Drogheda im Dezember.[6]
- 1. Dezember 1641: Das Parlament erlässt die Grand Remonstrance für Karl, was einige Historiker als direkte Herausforderung von Karls Autorität sehen.
- 1642: Die Covenanters senden eine protestantisch-schottische Armee nach Ulster um die protestantischen Plantation (Ansiedlungen) zu verteidigen.
- 1642: Karl betritt das House of Commons, um fünf „Verräter“ festzunehmen.
- 1642–1646: Der Erste Englische Bürgerkrieg
- 1642: Ein Bündnis aus irischen Katholiken, gälischen Iren und Altengländern formt die Katholische Konföderation, mit Sitz in Kilkenny und treffen sich zum ersten Mal im März 1642.
- 23. Oktober 1642: Die Schlacht bei Edgehill ist die erste Schlacht mit Pattausgang im Englischen Bürgerkrieg.

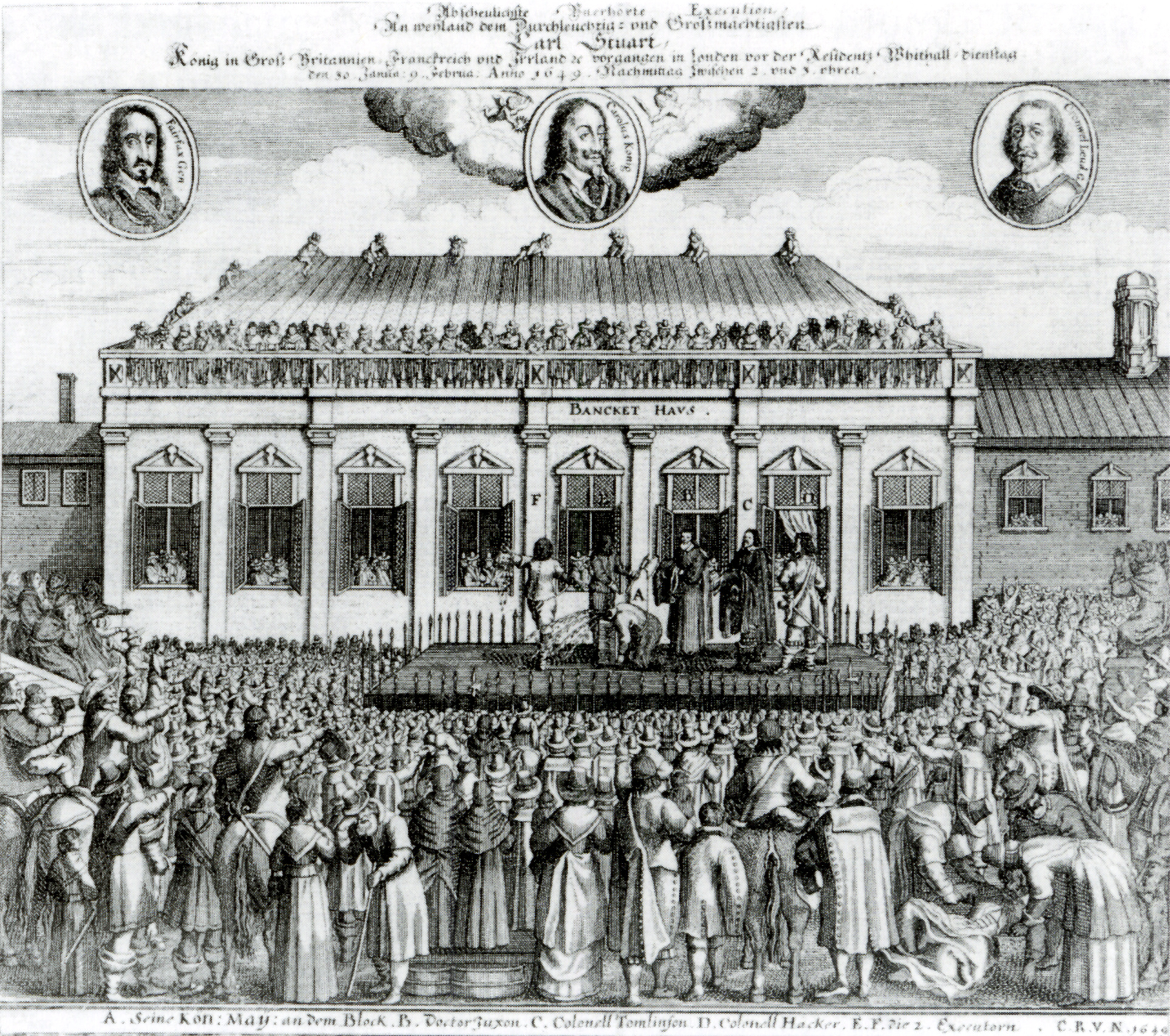
Zeitgenössische Darstellung der Enthauptung Karls I. von England vor dem Banqueting House, Whitehall, London.

- 1643: Die Waffenruhe zwischen englischen Royalisten und irischen Konföderierten wird erklärt.
- 1643: 25. September: Eine Allianz zwischen dem englischen Parlament und den schottischen Covenanters – die Solemn League and Covenant – wird erklärt. Schottische Truppen marschieren in England ein, um die englischen Parlamentarier zu unterstützen.
- 1644: 2. Juli: Schlacht von Marston Moor – eine gewaltige Niederlage der Royalisten
- 1644: Der Schottische Bürgerkrieg, ausgelöst von dem Royalisten Montrose, mit der Hilfe irisch-konföderierter Truppen unter Alasdair MacColla, einschließlich der schottisch-irischen Kräfte unter Manus O'Cahan.
- 1645: Das englische Parlament formt die New Model Army.
- 14. Juni 1645: In der Schlacht von Naseby besiegt die New Model Army die Armee der Royalisten, damit endet der Erste Englische Bürgerkrieg.
- 15. August 1645: Montrose gewinnt die royalistische Kontrolle über Schottland in der Schlacht von Kilsyth.
- 1646: Mai: Karl I. ergibt sich den schottischen Covenanters, die ihm das englische Parlament übergeben.
- 1646: 5. Juni: In der Schlacht von Benburb, besiegt eine irisch-konföderierte Armee unter Owen Roe O’Neill die schottische Covenantersarmee in Ulster.
- 1647: In der Schlacht am Dungan’s Hill (August) und der Schlacht von Knocknanauss (November) zerreiben englische Parlamentarier die irisch-konföderierten Armeen von Leinster und Munster.
- 1648–1649: Der Zweite Englische Bürgerkrieg
- 1648–1649: Frieden von Ormonde – formal wird eine Allianz zwischen irischen Konföderierten und englischen Royalisten ausgerufen.
- 1648: Die Schlacht bei Preston (August): Schottische Covenanters invadieren England, um Karls Herrschaft wiederherzustellen, und werden von englischen Parlamentariern geschlagen.
- 1649: 30. Januar: Hinrichtung Karl I. durch das englische Parlament.
- 1649: 2. August: In der Schlacht bei Rathmines, die Parlamentarier schlagen eine irisch-royalistische Armee in die Flucht und hinaus aus Dublin; 15. August, die New Model Army landet in Irland und beginnt die Rückeroberung Irlands.
- 1649: 11. September: Cromwell nimmt Drogheda, gefolgt von Wexford am 11. Oktober.
- 1650: Montrose versucht einen royalistischen Aufstand in Schottland heraufzubeschwören; die Covenanters besiegen, arrestieren und töten ihn.
- 1650: Karl II. schwört der Allianz mit den irischen Konföderierten ab.
- 1650: Der Dritte Englische Bürgerkrieg zwischen den Schotten und dem englischen Parlament bricht aus. Cromwell invasiert Schottland und zerreibt die schottische Armee in der Schlacht bei Dunbar (3. September 1650).
- 1650/1651: Henry Ireton belagert Limerick zwei Mal
- 1651: Juni: Einnahme der Scilly-Inseln durch Admiral Robert Blake.
- 1651: 3. September: Die Niederlage Karl II. und der Schotten bei Worcester beendet den Bürgerkrieg. Karl II. begibt sich ins Exil nach Frankreich.
- 1652: Kapitulation der letzten irischen Festung in Galway – Der Guerilla-Krieg setzt sich fort.
- 1653: Kapitulation der organisierten irischen Truppen in Cavan.
- 1654: Ende des Glencairn-Aufstands in Schottland
- 1655: März: Penruddock-Aufstand im Südwesten Englands.
- 1658: 3. September: Oliver Cromwell stirbt. Ihm folgt als Lord Protector sein Sohn Richard.
- 1659: August: Booths Aufstand an der walisischen Grenze.
- 1660: 25. Mai: Karl II. landet bei Dover. Die Restauration von England, Schottland, Irland und den englischen Kolonien beginnt.
- 1661: 1. bis 4. Januar: Venners Aufstand in London.

### Britische Inseln
- Martyn Bennett: The Civil Wars in Britain and Ireland, 1638–1651. Blackwell, Oxford 1997, ISBN 0-631-19154-2.
- Martyn Bennett: The Civil Wars Experienced: Britain and Ireland, 1638–1661. Routledge, Oxford 2000, ISBN 0-415-15901-6.
- Charles Carlton: Going to the Wars: The Experience of the British Civil Wars, 1638–1651. Routledge, London 1992, ISBN 0-415-03282-2.
- John Kenyon, Jane Ohlmeyer (Hrsg.): The Civil Wars: A Military History of England, Scotland, and Ireland, 1638–1660. Oxford University Press, Oxford 1998, ISBN 0-19-866222-X.
- Trevor Royle: The Civil War: The Wars of the Three Kingdoms, 1638–1660. Little, Brown, London 2004, ISBN 0-316-86125-1.
- Conrad Russell, 5th Earl Russell: The Fall of the British Monarchies, 1637–1642. Clarendon Press, Oxford 1991, ISBN 0-19-822754-X.
- David Stevenson: Scottish Covenanters and Irish Confederates: Scottish-Irish Relations in the Mid-Seventeenth Century. Ulster Historical Foundation, Belfast 1981, ISBN 0-901905-24-0.
- John R. Young (Hrsg.): Celtic Dimensions of the British Civil Wars. John Donald, Edinburgh 1997, ISBN 0-85976-452-4.

### England
- Gerald Aylmer: Rebellion or Revolution?: England, 1640–1660. Oxford University Press, Oxford 1986, ISBN 0-19-219179-9.
- Christopher Hill (Historiker): The World Turned Upside Down: Radical Ideas During the English Revolution. Temple Smith, London 1972, ISBN 0-85117-025-0.
- John Morrill (Historiker): The Impact of the English Civil War. Collins & Brown, London 1991, ISBN 1-85585-042-7.
- Austin Herbert Woolrych: Battles of the English Civil War. Phoenix Press, London 2000, ISBN 1-84212-175-8 (Erstausgabe:  1961).

### Irland
- Pádraig Lenihan: Confederate Catholics at War, 1641–1649. Cork University Press, Cork 2000, ISBN 1-85918-244-5.
- Tadhg Ó hAnnracháin: Catholic Reformation in Ireland: The Mission of Rinuccini, 1645–1649. Oxford University Press, Oxford 2002, ISBN 0-19-820891-X.
- Micheál Ó Siochrú: Confederate Ireland, 1642–1649: A Constitutional and Political Analysis. Four Courts Press, Dublin 1999, ISBN 1-85182-400-6.
- Micheál Ó Siochrú (Hrsg.): Kingdoms in Crisis: Ireland in the 1640s. Four Courts Press, Dublin 2001, ISBN 1-85182-535-5.
- M. Perceval-Maxwell: The Outbreak of the Irish Rebellion of 1641. Gill & Macmillan, Dublin 1994, ISBN 0-7171-2173-9.
- James Scott Wheeler: Cromwell in Ireland. Gill & Macmillan, Dublin 1999, ISBN 0-7171-2884-9.

### Schottland
- David Stevenson: The Scottish Revolution, 1637–1644: The Triumph of the Covenanters. David & Charles, Newton Abbot 1973, ISBN 0-7153-6302-6.
- David Stevenson: Alasdair MacColla and the Highland Problem in the Seventeenth Century. John Donald, Edinburgh 1980, ISBN 0-85976-055-3.

### Andere
- www.british-civil-wars.co.uk Extensive site on the Wars of the Three Kingdoms
- Chronology of The Wars of the Three Kingdoms. (Memento vom 14. Mai 2011 im Internet Archive)
- Jane Ohlmeyer: The Wars of the Three Kingdoms. (Memento vom 4. Februar 2012 im Internet Archive) (Ohlmeyer arguing that the English Civil War was just one of an interlocking set of conflicts that encompassed the British Isles in the mid-17th century)
- The English Context of the British Civil Wars (Link inaccessible as of 2. März 2008.) John Adamson argues that historians have exaggerated the importance of the Celtic countries in the events of the 1640s
- Englishcivilwar.org News, comment and discussion about the English Civil War
- The first Scottish Civil War
- The Rebellion of 1641 and the Cromwellian Occupation of Ireland. (Memento vom 25. Juni 2008 im Internet Archive)
- Ireland and the War of the Three Kingdoms
- Civil War. (Memento vom 27. Februar 2011 im Internet Archive)